# Saharsa (huyện)
Huyện Saharsa là một huyện thuộc bang Bihar, Ấn Độ. Thủ phủ huyện Saharsa đóng ở Saharsa. Huyện Saharsa có diện tích 1702 ki lô mét vuông. Đến thời điểm năm 2001, huyện Saharsa có dân số 1506418 người.